# 津波島
津波島（つばじま）とは、瀬戸内海のほぼ中央部、芸予諸島の一角、上島諸島に含まれる。赤穂根島をはさんで岩城島の南方約1.8キロメートルの沖合いにある無人島。行政区画としては愛媛県越智郡上島町（平成の大合併前は岩城村）に属する。

## 概要
北に赤穂根島、さらにその北に岩城島、すぐ西に伯方島が位置する。北の赤穂根島、西の伯方島にはそれぞれ送電線がつながっている。東と南は燧灘に向かって開かれている。南北に細長い形をしており、最高点は87mと、島内に格別高い山はない。東岸西岸ともに中央部に砂浜がわずかに形成されている。
所島として東にに鵜ノ糞島がある。
昭和のはじめ頃までは数世帯が住んでいたが、現在は無人島となり、岩城島からの柑橘類等の出作が行われている程度となっている。周辺海域は鯛の一本釣の漁場。

## 開発
1986年度（昭和61年度）に国土庁のコミュニティアイランド推進事業により島の北部にキャンプ場、多目的広場、遊歩道等が整備された。夏にはキャンプや海水浴客が訪れる。

## 交通
定期航路は無いが岩城島から渡船で渡る事が出来る。